# Luigi Meda
Luigi Meda (Milano, 1º luglio 1900 – Milano, 12 dicembre 1966) è stato un avvocato e politico italiano.
Eletto all'Assemblea Costituente nelle file della Democrazia Cristiana, venne confermato nella I legislatura, entrando come sottosegretario alla Difesa nel Governo De Gasperi IV.

## Biografia
Figlio di Filippo Meda, ministro del Regno d'Italia, si iscrisse alla Scuola militare Nunziatella a Napoli, dove rimase fino al 1917. Arruolatosi nel corpo degli Alpini partecipò alla prima guerra mondiale combattendo sull'Adamello. Al termine del conflitto rientrò a Milano rinunciando alla carriera militare.
Iscrittosi alla Facoltà di Giurisprudenza dell'Università degli Studi di Pavia, si interessò alla politica, iscrivendosi prima all'Azione Cattolica e successivamente al neonato Partito Popolare Italiano.
Allontanatosi provvisoriamente dalla scena politica all'avvento del fascismo, dopo l'Armistizio del 1943 fu tra i primi organizzatori della Resistenza milanese. Il 25 novembre 1943 venne arrestato dalla polizia politica, e rilasciato grazie all'intervento di Alfredo Ildefonso Schuster, cardinale dell'Arcidiocesi di Milano, nell'aprile del 1944.
Consigliere comunale dal 1946, è stato assessore nella prima giunta comunale presieduta da Antonio Greppi. Delegato italiano all'ONU e alla NATO, decide di lasciare l'attività parlamentare per dedicare maggiore cura all'amministrazione del Comune di Milano. Consigliere comunale dal 1956 al 1964, è stato vice sindaco e assessore al bilancio, ai tributi e all'educazione nella giunta Cassinis.